# Conothele daxinensis
Espèce
Conothele daxinensis est une espèce d'araignées mygalomorphes de la famille des Halonoproctidae.

## Distribution
Cette espèce est endémique du Guangxi en Chine,. Elle se rencontre vers Chongzuo.

## Description
La femelle holotype mesure 10,40 mm.

## Étymologie
Son nom d'espèce, composé de daxin et du suffixe latin -ensis, « qui vit dans, qui habite », lui a été donné en référence au lieu de sa découverte, le xian de Daxin.

## Publication originale
- Xu, Xu, Liu, Zhang & Li, 2017 : Four new species of the trapdoor spider genus Conothele Thorell, 1878 from mainland China and Laos (Araneae, Ctenizidae). ZooKeys, no 643, p. 63-74 (texte intégral).